# Soha
Soha (regionalizam soja, sova), vrsta duljeg drvenog kolca ili motke od punog drva s račvom na vrhu, koji je kroz povijest imao široki raspon uporabe. Klasična uporaba je bila, a u nekim dijelovima svijeta još i danas jest, u izgradnji drvenih stambenih objekata iznad vode koji su po njoj dobili ime (sošnica, odnosno sojenica, pri čemu je kod prvog palatalizacijom došlo do glasovne promjene soha → sošnica, odnosno kod drugog soja → sojenica.)

## Značenje i primjena
Riječ „soha“ imala je u prošlosti mnoga slična značenja, u nekim drugim jezicima i vrlo različita (npr. plug za oranje zemlje, kundak za samostrel, batina i sl.), ali se njeno specifično značenje danas kod nas uglavnom odnosi na rašljast kolac koji služi kao potporanj u različitim prilikama, te na nosivi dio uređaja za dizanje, spuštanje i držanje brodica, odnosno rukovanje sidrom i dr., kako to piše u Rječniku hrvatskoga jezika Leksikografskog zavoda „Miroslav Krleža“. Neki rječnici navode i druga značenja, kao što je račvasto stablo; rasoha, zatim račvasta pritka; dajak ili pak soška; stalak za držanje pušaka. U kajkavskom narječju postoji riječ rasove koja znači poljoprivredno ručno oruđe vile.
Domorodci u mnogim dijelovima svijeta i danas uporabljaju sohe kao okomito postavljene nosače niza konstrukcija. Soha je odavno služila kod izrade raznih ljudskih nastambi, od iskopanih jama okruženih kolcima povezanih pleterom od šiba i premazanih blatom, preko indijanskog wigwama do već spomenutih sošnica. Kod potonjih se soha kao pilot zabija na dno rijeke, jezera ili mora, tako da gornji rašljasti dio strši iznad razine vodene površine, a u njega se onda umeće završni dio vodoravne grede, koja će zatim nositi cijelu konstrukciju. Tako soha predstavlja jednostavni, u početku primitivni, element drvne građe, odnosno vrstu građevnog materijala. Nju danas za podizanje sošničkih naselja rabe brojna domorodačka plemena u Africi, Aziji, te Sjevernoj i Južnoj Americi.  
U engleskom jeziku soha glasi „stilt“ (u doslovnom prijevodu: štaka, štula) u arhitektonskom smislu, kao potporanj za građevne konstrukcije, a može glasiti „davit“ [ˈdævɪt] u značenju jednog para malih dizalica, zakrivljenih na vrhu, koje služe za držanje, dizanje i spuštanje brodskih čamaca, a mogu biti klizne ili prekretne. Osim tog značenja, soha je i dvokraki viličasti držak u kojeg se stavlja veslo kod pokretanja i vožnje čamca. Od sohe dolaze i riječi sošnjak i sošno jedro, kao dijelovi opreme za nošenje jedra kod plovila pokretanih vjetrom.

## Vanjske poveznice
- Značenja riječi soha
- U rječniku kajkavskog narječja u Međimurju nalaze se riječi  soha i  rasove   Arhivirana inačica izvorne stranice od 3. listopada 2022. (Wayback Machine)
- Soha - rašljasto oblikovan komad drva usađen u škatulu na koviduru; u sohi se drži veslo za vrijeme vožnje; nosač vesla pri veslanju
- Sošnjak i sošno jedro dio su snasti, tj. svih dijelova opreme za nošenje jedra kod jedrenjaka i jedrilica